# Corifeu
O corifeu (grego κορυφαῖος koryphaîos, de κορυφή koryphḗ́, 'o topo da cabeça', o que ocupa o lugar mais alto), nas antigas tragédias e comédias do teatro grego, era o chefe do coro, aquele que enunciava partes isoladas do texto e que podia dialogar com os atores. O corifeu e o coro são elementos fundamentais do teatro grego.
Para entreter os participantes das festas bacantes, ajudando a passar o tempo, eram organizadas pequenas encenações, ora dramáticas, ora satíricas, coordenadas por um corifeu. Este torna-se um personagem chave na deflagração da encenação, apresentando-se como o mensageiro de Dionísio. Acompanhava-o um coro que tinha a função de externar, por gestos e passos ensaiados, os momentos de alegria ou de terror que permeavam a narrativa. 